# Lena Biolcatiová
Lena Biolcatiová (* 26. ledna 1960 Galliate jako Lorena Biolcatiová) je italská zpěvačka pop music. Je neteří zpěvačky Milvy (vlastním jménem Maria Ilva Biolcatiová). V roce 1984 vyhrála Castrocaro Music Festival, o rok později úspěšně vystoupila na festivalu v Tokiu. Jejím největším hitem byla píseň „Grande grande amore“ (autoři Stefano D'Orazio a Maurizio Fabrizio), s níž v roce 1986 na Festivalu Sanremo získala cenu pro nejlepší debut i cenu hudební kritiky. V tomto roce také vydala u firmy Compagnia Generale del Disco své první album. Vystupovala se skupinou Pooh. Počátkem devadesátých let přerušila pěveckou kariéru kvůli mateřským povinnostem. Od roku 1999 vede pěveckou školu v Římě, účinkuje také v muzikálech a píše scénáře ve spolupráci se Saveriem Marconim.

## Diskografie
- Lena Biolcati (1986)
- Ballerina (1987)
- La luna nel cortile (1989)
- 1990 Giorni dopo (1990)